# Hotel Attraction
L'Hotel Attraction fou un projecte no realitzat d'un hotel-gratacel a Manhattan (Nova York), atribuït a l'arquitecte Antoni Gaudí.

## Història
El 1908, Gaudí rebé l'encàrrec d'un hotel-gratacel de part de dos empresaris americans no identificats, que estaven de pas per Barcelona. Amb 360 m d'alçada, hauria estat el més alt de Nova York en aquell moment; tenia un cos central més alt que els laterals, de forma paraboloide, rematat per un estel, i flanquejat de vuit cossos laterals dedicats a museus, galeries d'art i auditoris, amb formes semblants a la Casa Milà. Finalment, no fou portat a terme, potser per l'envergadura de l'edifici, que hauria suposat una considerable inversió per part dels propietaris, com que el temps de construcció es valorava en 7 o 8 anys; o potser per la falta de temps del mateix arquitecte, que hauria hagut de desplaçar-se a Nova York per a supervisar les obres, en una època en què treballava simultàniament en altres projectes, com la Sagrada Família, la Casa Milà, el Parc Güell, la Cripta de la Colònia Güell i la reconstrucció de la Catedral de Mallorca. A més, la convalescència per unes febres de Malta el 1911 minvaren considerablement la salut de l'arquitecte.
El projecte romangué oblidat fins al 1956, quan fou divulgat per l'escultor i col·laborador de Gaudí Joan Matamala i Flotats, que va treballar des de jove al taller de la Sagrada Família i feu el cèlebre bust de l'arquitecte el 1926. Ho publicà en una memòria titulada Quan el Nou Continent cridava a Gaudí (1908-1911), on al costat d'una explicació del projecte, afegí diversos dibuixos fets per Gaudí i d'altres que ell mateix havia recreat segons les indicacions del seu mestre. Posteriorment, el 1960, publicà una monografia titulada Gaudí. El meu itinerari amb l'arquitecte.
Després dels atemptats de l'11 de setembre de 2001 a les Torres Bessones, la Càtedra Gaudí oferí el projecte de l'Hotel Attraction a la Comissió encarregada de la reconstrucció de l'anomenada «Zona zero» de Manhattan, per aquest no fou acceptat.

### Dubtes sobre l'autoria
L'autoria del projecte no va estar exempta de polèmica, ja que cap altre dels deixebles de Gaudí n'havia sentit parlar al seu mestre ni el coneixia, i per això, alguns experts, com Josep Francesc Ràfols, Joan Bergós i Isidre Puig, insinuaren una possible invenció de Matamala. També al·leguen que la suposada atribució dels dibuixos a la mà de Gaudí es va fer de manera incorrecta i que, en comparació amb altres dibuixos de l'arquitecte, no semblen ser de la mateixa autoria. Luis Gueilburt, director del Centre d'Estudis Gaudinistes entre 1993 i 2003, diu que «[Matamala] no sols va parlar del projecte sinó que va realitzar uns quants plans, seccions i façanes, a més de petits detalls. Alguns d'aquests dibuixos se li han atribuït amb posterioritat a Gaudí en diverses publicacions». Aquest estudiós de l'obra gaudinana atribueix un dels dibuixos a l'arquitecte Ignasi Bruguera i Llobet, que el 1919 va rebre l'encàrrec d'un edifici d'oficines a Nova York, del qual va esbossar una aquarel·la a escala 1:400. També assenyala que «en alguna publicació monogràfica es comenta que existeix una sèrie de croquis esbossats en una llibreta de butxaca que usava Gaudí i de la qual excepte aquest esment no hem tingut cap mostra fidedigna. Ni un sol dibuix original demostrable, ni una sola carta oposada, ni una factura, cap document de qualsevol tipus».

D'igual manera, l'arquitecte Juan José Lahuerta, director de la Càtedra Gaudí des del 2016, opina el següent al llibre Hotel Attraction: una catedral laica / El gratacel de Gaudí a Nova York (2003), editat per Josep Maria Montaner i Pedro Azara: 
| « | Ni Gaudí, ni cap dels seus deixebles mai ho havia esmentat: no s'havia pogut contemplar ni tan sols en una ocasió tan adequada com va ser l'exposició de l'obra de Gaudí realitzada a París el 1910; cap de les nombroses necrològiques escrites a la seva mort ni els llibres que se li van dedicar esmenten aquest projecte; no apareix en l'exposició que el Cercle de Sant Lluc va organitzar a la Sala Parés el 1927 ni en els àlbums que li va dedicar la Sagrada Família; Ràfols, que havia manejat tot l'arxiu del taller de l'arquitecte per a escriure la seva primera monografia, en la qual es mostra tan meticulós amb la relació d'obres i la bibliografia de Gaudí, res diu sobre aquest tema; ni tampoc Puig Boada, qui també va tenir ocasió de manejar tots aquells dibuixos i documents abans de la seva destrucció, i que va publicar, entre altres coses, els seus escrits i pensaments. | » |

El principal defensor de l'autoria de Gaudí va ser Joan Bassegoda i Nonell, que va rebre la documentació original del mateix Matamala, secundat per l'arquitecte mexicà Marcos Mejía López a la seva tesi doctoral Investigación sobre un rascacielos de Gaudí en Nueva York (1992), que dona per autèntics els croquis gaudinians. En particular, la secció transversal realitzada per Gaudí mostra clarament la forma catenàrica que tant agradava a l'arquitecte, relacionada amb l'estructura estereostàtica que estava estudiant durant aquells anys a la Cripta de la Colònia Güell. A més, Mejía troba diverses similituds estilístiques entre el projecte novaiorquès i altres obres seves, especialment entre la volta del saló Homenatge a Amèrica i la del Palau Güell, entre els cossos laterals de l'edifici i la façana de la Casa Milà, i el conjunt de l'hotel comparat amb la Cripta de la Colònia Güell.

A l'Hotel Attraction: una catedral laica / El gratacel de Gaudí a Nova York, Mejía afirma que: 
| « | Tots dos croquis i dibuixos [de Gaudí i Matamala] van ser realitzats sota dos criteris molt diferents. Del treball de Matamala és apreciable l'aspecte del disseny ornamental interior i exterior; però quant a l'aspecte formal i estructural, així com a la definició proporcional, els croquis atribuïts a Gaudí resulten d'un caràcter definitiu, en la generació del gratacel. | » |

## Descripció

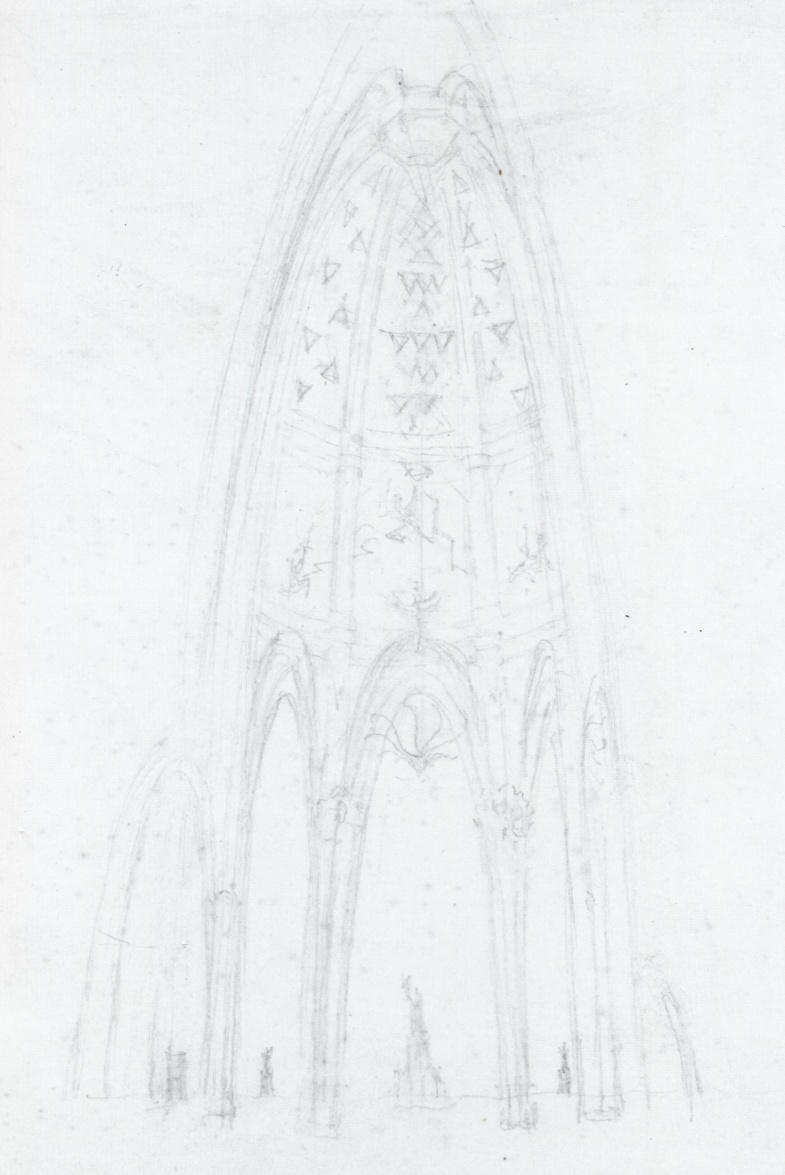
Saló Amèrica

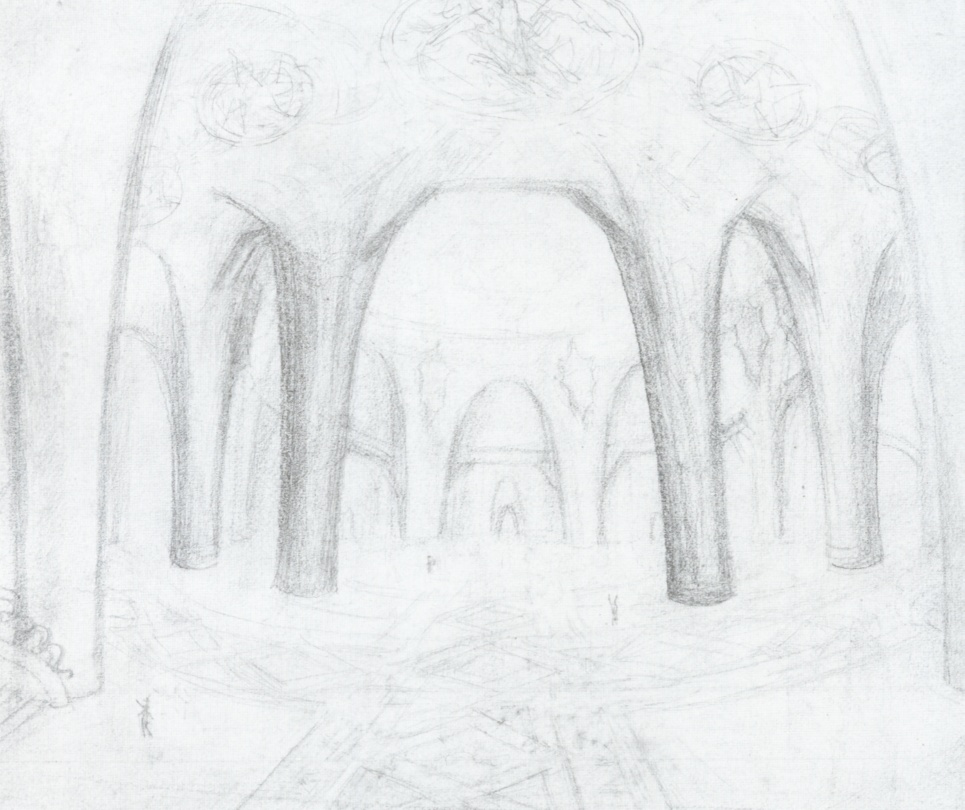
Sala de recepció

L'edifici perseguia tres objectius principals: residències, per al qual estaven destinats els cossos exteriors; restaurants, de la segona a la cinquena planta del cos central; i turisme, de la sisena planta a la rematada de l'edifici. En el seu aspecte exterior, de forma parabòlica-conoidal, destacava l'edifici central, rodejat de vuit cossos laterals més baixos, amb un total de quatre entrades. Els materials de construcció haurien estat el ferro, el formigó, l'alumini, la pedra, el marbre i el maó. La façana seria policroma, amb rics mosaics de colors que anirien des dels tons verds i marrons de la base, passant pel gris i el vermell i culminant en unes cúpules vidriades i una gran estrella amb un foc feèric que remataria l'edifici. La construcció cobriria una àrea de 115 x 140 m, amb una alçada total de 360 m.
A l'interior se situarien sota terra cinc plantes destinades a serveis, garatges, magatzems, cuines, etc. A la planta baixa hauria una gran sala de recepció, de 17 m d'alçada, i a les següents diversos restaurants dedicats als cinc continents: a la primera, el Saló Amèrica; a la segona, el Saló Europa; a la tercera, el Saló Orient; a la quarta, el Saló Austràlia; i a la cinquena, el Saló Àfrica. A les següents plantes se situarien diverses sales destinades a l'oci: a la sisena, un saló de festes, balls, concursos i passis de moda; a la setena, un museu de curiositats americanes i diverses galeries d'art; a la vuitena, una sala de concerts i espectacles; a la novena, la sala Homenatge a Amèrica, de 125 m d'alçada, sobre la qual se situaria una llanterna-mirador. En darrer lloc, sobre la cúpula, hauria una galeria circular exterior, amb cabines per a vistes panoràmiques.
Gaudí va concebre l'edifici quasi com una catedral laica, amb un esperit humanista i filantròpic, on junt a l'elogi del caràcter emprenedor del poble nord-americà s'alabarien totes les cultures del món, representades als salons dedicats als cinc continents. Així, tota la decoració de l'edifici seria feta amb motius al·legòrics, des d'una gran àguila a la porta principal de l'edifici, simbolitzant la nació americana, fins a diverses representacions al·legòriques i mitològiques, com les al·legories de l'agricultura, la marina, la ciència, la indústria i les arts a la gran sala de recepció de la planta baixa, o les figures d'atlants, nereides i bacants al Saló Europa. En darrer lloc, la principal representació seria l’Estàtua de la Llibertat a la sala Homenatge a Amèrica, disposada en un podi central quasi com una estàtua de la Verge en una capella cristiana, junt a diversos motius al·legòrics dels Estats Units i dels seus Pares Fundadors, i escenes de la història de la nació. Als murs de la girola s'haurien situat grans murals dels millors artistes del país, mentre que els finestrals haurien albergat grans vitralls de vius colors. Sobre aquesta sala estaria la llanterna-mirador que oferiria una magnífica vista de la gran sala des de l'altura, formada per vuit columnes de basalt rematades en un entablament octogonal. A la part exterior hi hauria una galeria circular que oferiria magnífiques vistes de la ciutat, rematada per la gran estrella que culminaria l'edifici, que estaria il·luminada de nit.

## Cultura popular
L'Hotel Attraction apareix totalment construït al seu emplaçament original a l'episodi A l'altre costat (en anglès, Over There) de la sèrie Fringe, amb el nom Grand Hotel.